# Acacia stefaninii
Acacia stefaninii é uma espécie de leguminosa do gênero Acacia, pertencente à família Fabaceae.